# Nécropole nationale de Dompierre
Ne doit pas être confondu avec Nécropole nationale de Dompierre-Becquincourt.
La nécropole nationale de Dompierre est un cimetière militaire de la Première Guerre mondiale situé sur le territoire de la commune de Dompierre dans le département de l'Oise.

## Historique
La nécropole nationale de Dompierre a été créé en 1921, pour y transférer les dépouilles de soldats français précédemment inhumées dans des cimetières militaires des environs et dans le cimetière militaire allemand de Dompierre.

## Caractéristiques
La nécropole nationale de Dompierre, située à 800 m environ du cimetière allemand, tout à côté d'un bois, a une superficie de 0,94 ha. Elle compte 1 416 dépouilles de soldats, 1 320 en tombes individuelles et 96 en ossuaire. Parmi elles, se trouvent les tombes de deux soldats britanniques tués en mars 1918 et dont les corps furent d'abord inhumés à Tricot. 

## Galerie de photos

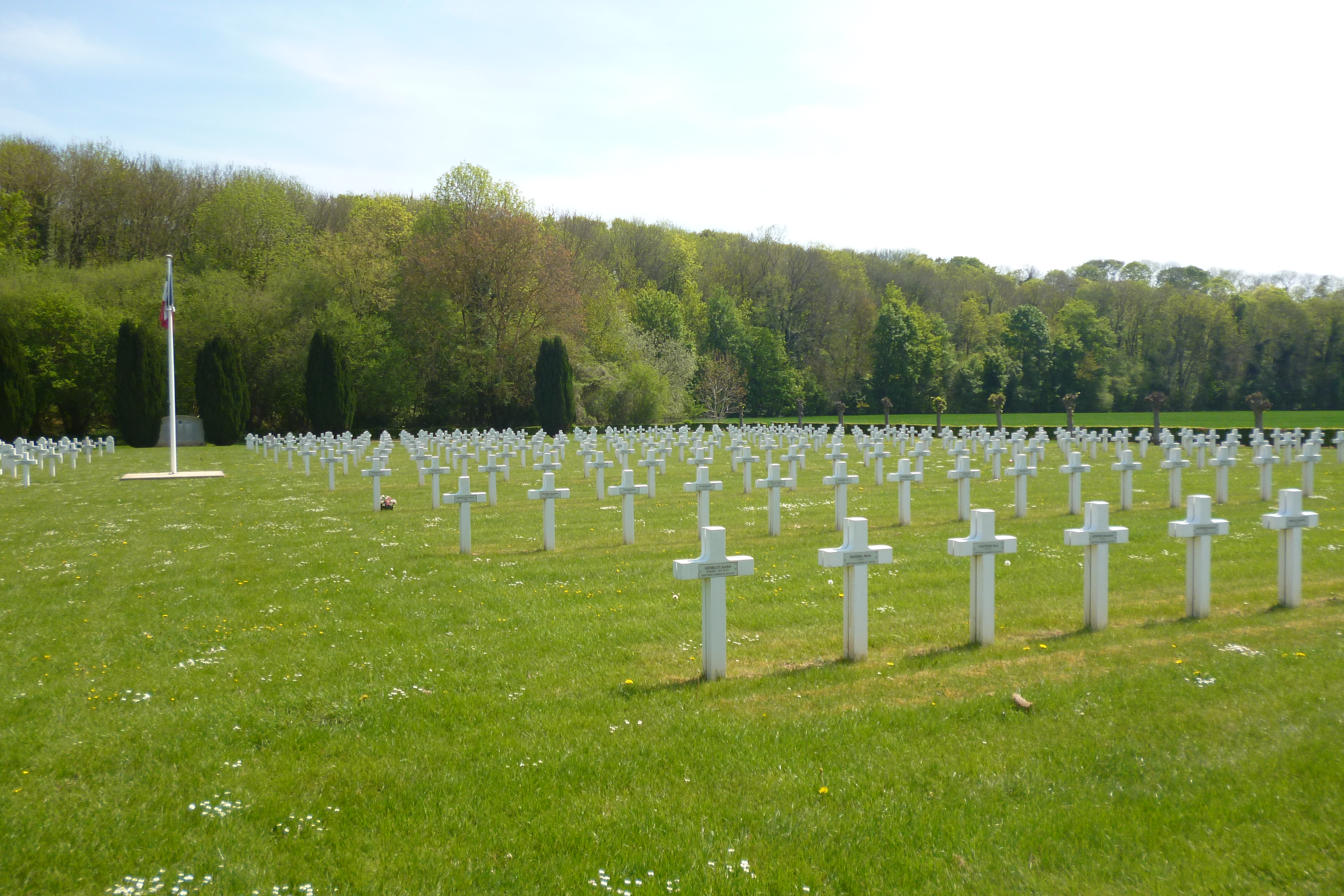
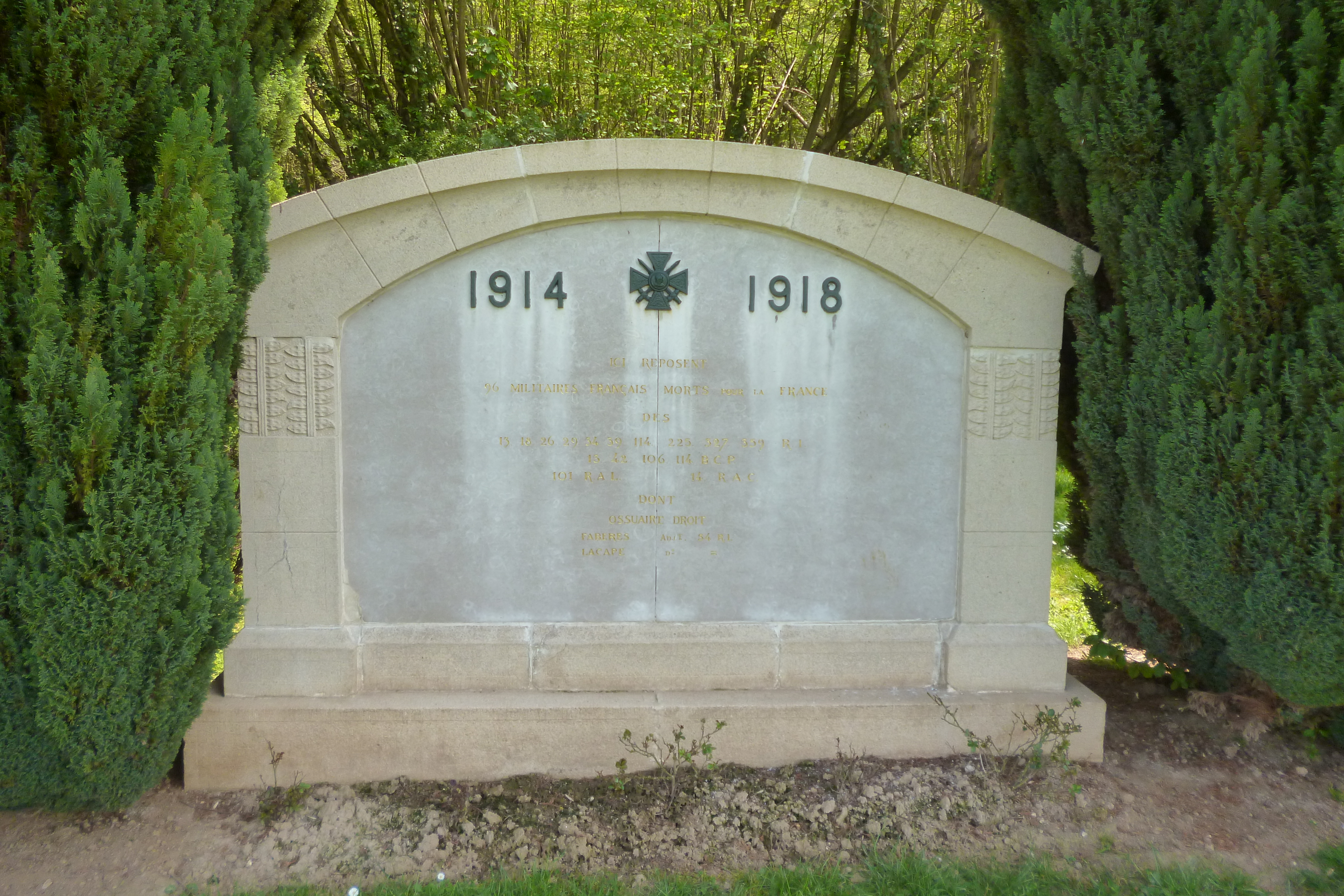
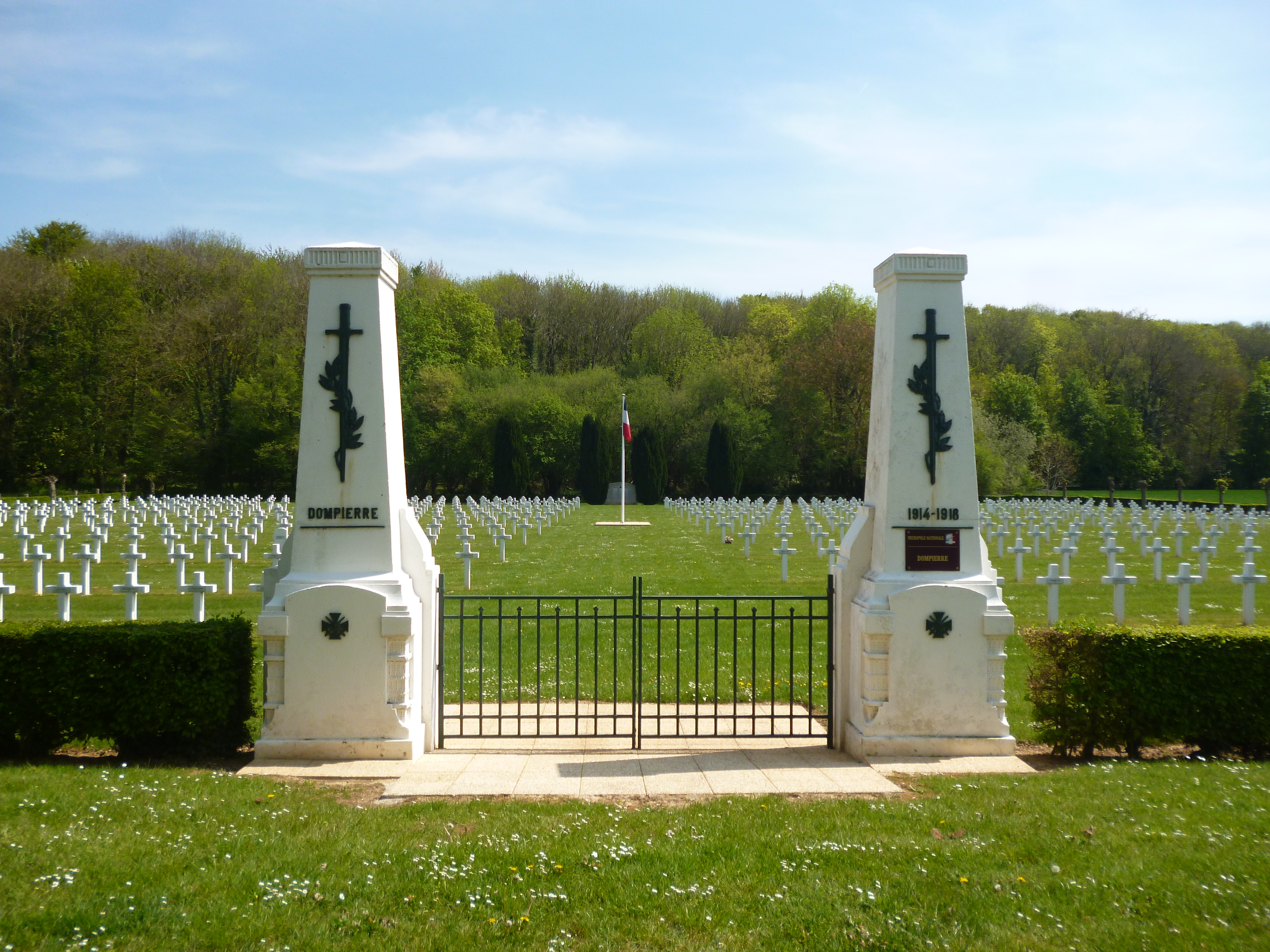